# Victrix ambrosiana
Victrix ambrosiana là một loài bướm đêm trong họ Noctuidae.